# Chitral (Schiff)
Die Chitral (I) war ein 1925 in Dienst gestellter Ozeandampfer der britischen Reederei Peninsular and Oriental Steam Navigation Company (P&O), der im Passagier- und Postverkehr zwischen Großbritannien und Australien und später Indien eingesetzt wurde. Sie diente im Zweiten Weltkrieg als Hilfskreuzer und danach wieder als Passagierschiff. 1953 wurde die Chitral in Schottland abgewrackt.

## Passagierschiff
Das 15.248 BRT große Dampfschiff Chitral wurde im Oktober 1923 zusammen mit zwei identischen Schwesterschiffen in Auftrag gegeben. Die Cathay (15.104 BRT) und die Comorin (15.116 BRT) wurde bei Barclay, Curle and Company in Glasgow gebaut und liefen beide am 31. Oktober 1924 vom Stapel. Das dritte Schiff, die Chitral (15.248 BRT), wurde bei der Werft Alexander Stephen and Sons im Glasgow Stadtteil Linthouse gebaut und lief am 27. Januar 1925 vom Stapel. Die Schwesterschiffe wurden für P&Os Royal-Mail-Service nach Australien gebaut und sollten den hohen Vorkriegsstandard wiederherstellen. Letztendlich erwiesen sie sich aber als zu langsam für diesen Zweck.
Die drei Schiffe hatten je zwei Schornsteine, zwei Masten und zwei Propeller und wurden von zwei vierzylindrigen Vierfachexpansions-Dampfmaschinen angetrieben, die 13.000 PSi leisteten und eine Reisegeschwindigkeit von 16 Knoten ermöglichten. Die Schiffe konnten 203 Passagiere in der Ersten Klasse und 103 in der Zweiten Klasse befördern. Das 166,72 Meter lange und 21,45 Meter breite Passagier- und Postschiff Chitral wurde von Lady Elsie Mackay getauft. Sie war die jüngste Tochter des P&O-Vorsitzenden James Mackay, 1. Earl of Inchcape. Das Schiff wurde nach der gleichnamigen Stadt am Hindukusch benannt.
Am 12. Juni 1925 fanden sowohl die Probefahrten als auch die Übernahme durch die Reederei statt. Am 3. Juli 1925 lief die Chitral in London zu ihrer Jungfernfahrt nach Australien über Marseille, Sues, Aden und Colombo aus. 1930 wurden eine Wyndham-Heizanlage sowie Niederdruckturbinen von Bauer-Wach installiert, wodurch sich die erreichbare Geschwindigkeit auf 17 Knoten erhöhte. Damit sollte außerdem der Kraftstoffverbrauch optimiert werden. Im Jahr 1933 schleppte die Chitral das Kanonenboot Sandpiper von Southampton nach Shanghai, damit es dort auf dem Yangtse eingesetzt werden konnte. 1935 wurde die Chitral auf die Route von England in den Fernen Osten verlegt.

## Kriegseinsatz
Am 30. August 1939 wurde die Chitral von der britischen Admiralität für den Dienst als bewaffneter Hilfskreuzer (Armed Merchant Cruiser) angefordert. Der zweite Schornstein, der nur eine Attrappe war, wurde demontiert, um Platz für sieben 152-mm-Kanonen und drei 102-mm-Kanonen zu schaffen. Das Schiff wurde mit der Kennung F57 am 4. Oktober 1939 als Hilfskreuzer in Dienst gestellt. Zehn Tage später befand sich das Schiff in Scapa Flow, als dort das britische Schlachtschiff Royal Oak durch U 47 versenkt wurde.
Am 20. November 1939 erhielt die Chitral von dem gekaperten deutschen Handelsschiff Bertha Fisser die Nachricht vom Herannahen der deutschen Schlachtschiffe Scharnhorst und Gneisenau, die einen Durchbruch durch die GIUK-Lücke vom europäischen Nordmeer in den Nordatlantik versuchten. Drei Tage später nahm die Chitral einige Überlebende des Hilfskreuzers Rawalpindi auf, welcher südlich von Island von der Scharnhorst und der Gneisenau versenkt worden war.
Im September 1940 unternahm die Chitral drei Truppenfahrten nach Reykjavík, da die dortigen Garnisonen aufgestockt werden sollten. Am 11. November 1940 wurde sie entsandt, um nach Überlebenden des Hilfskreuzers Jervis Bay zu suchen, der sechs Tage zuvor als Teil des Konvois HX-84 von dem deutschen Kriegsschiff Admiral Scheer versenkt worden war. Im November 1941 wurde die Chitral der East Indies Fleet einverleibt und operierte bis Dezember 1943 im Indischen Ozean. Am 10. April 1944 wurde sie der Admiralität rücküberstellt. Bei der Maryland Drydock Company in Baltimore wurde die Chitral danach in einen Truppentransporter umgerüstet, wobei ihr wieder ein zweiter Schornstein hinzugefügt wurde. Am 14. September 1944 lief sie in Baltimore nach New York aus, von wo sie mit Truppen nach England in See stach.

## Nach dem Krieg
Am 14. September 1947 wurde die Chitral nach acht Jahren ununterbrochenen Kriegsdienstes P&O zurückgegeben und bei R. & H. Green & Silly Weir Ltd. wieder für den Passagierdienst aufpoliert. Der Rumpf und die Schornsteine wurden wie vor dem Krieg schwarz gestrichen und erhielten nicht den neuen, für P&O typisch gewordenen komplett weißen Anstrich. Außerdem wurde der Hauptmast entfernt. Am 30. Dezember 1948 lief sie mit 740 Auswanderern an Bord zu ihrer ersten zivilen Nachkriegsfahrt aus.
1950 nahm die Chitral an der Repatriierung niederländischer Staatsbürger teil, die nach dem Indonesischen Unabhängigkeitskrieg Indonesien verließen und nach Europa zurückkehrten. Am 22. März 1953 lief das 28 Jahre alte Schiff zum letzten Mal in London ein. Am 2. April 1953 wurde es für 167.500 Pfund Sterling an die British Iron and Steel Corporation verkauft und bei W. H. Arnott, Young & Company in Dalmuir (Schottland) verschrottet.